# سيد لقمان

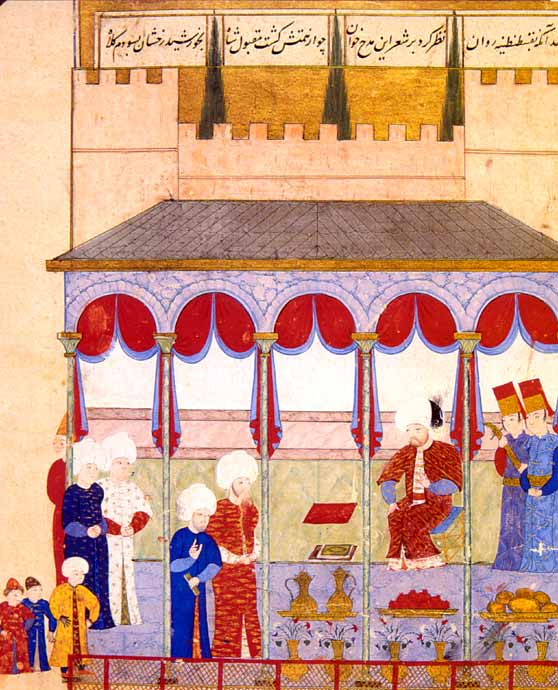
السلطان سليم الثاني يستقبل سيد لقمان والصدر الأعظم صقللي محمد باشا في قصر أدرنة، من شاهنامه سليم خان

سيد لقمان بن حسين الآشوري الحسيني الأورماوي، المعروف ببساطة باسم سيد لقمان (نشط حوالي 1569 - 1596)، كان مؤلفًا عثمانيًا، تعاون مع فنانين مختلفين لإنشاء العديد من الأعمال البارزة في نوع كتب الملك المعروف باسم سهنامه (بالتركية: şehnames).
خلال النصف الثاني من القرن السادس عشر، كانت الإمبراطورية العثمانية في أوج ازدهارها الفني. ومن بين أغلى مقتنياتها المخطوطات المصورة التي تسمى "شاهنامه " أو "كتب الملك". تتكون معظم الشهنامه من تاريخ السلالة العثمانية، والأعمال المجيدة للسلاطين، واللوحات المصغرة. يمكن اعتبار الشهنامه رمزًا للثقافة الإمبراطورية العثمانية في شكل كتاب، وهي في الأصل من الشاهنامه الفارسية. من أجل إنشاء سلسلة من الشاهنامه، استخدم السلاطين العثمانيون الشاهنامه، أو مؤرخي البلاط الرسميين الذين قاموا بتأليف النص. كان الشرط الأهم في تعيين الشهنامجي هو القدرة الأدبية. في عملية إنتاج الشاهنامه، اختِير فريق من الخطاطين والرسامين والمذهبين وعمال تجليد الكتب والفنانين المنمنمين لإنشاء العمل.

## قائمة الأعمال

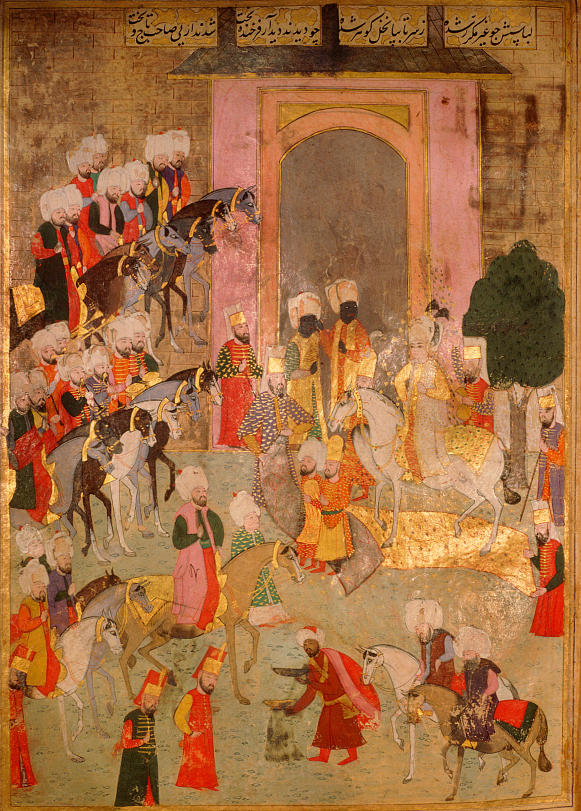
حفل الختان-محمد الثالث (1)

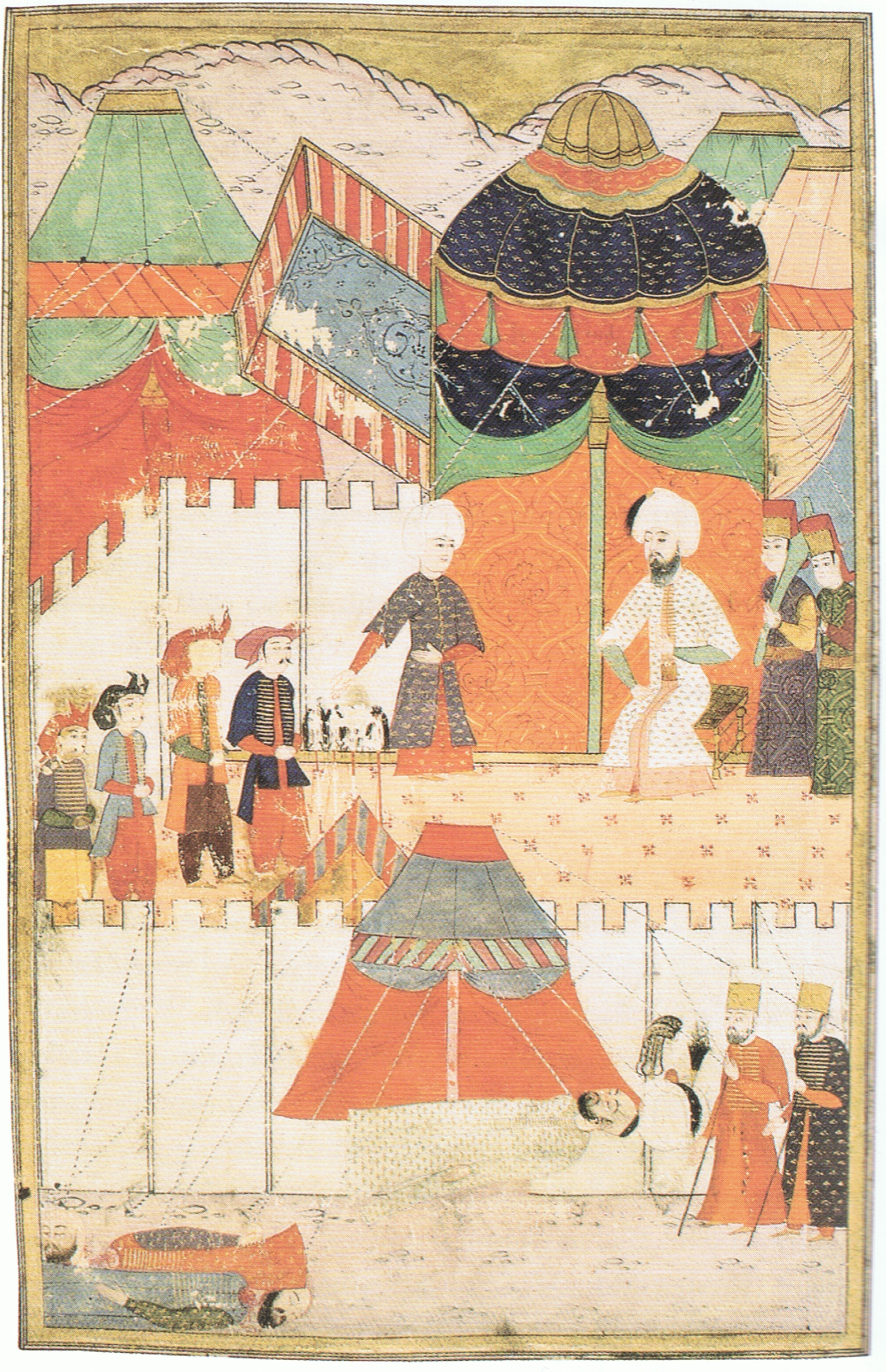
الاسم الكامل 168ب مصطفى

لقد تم إنتاج حوالي خمسة عشر شاهنامه رائعة خلال فترة وجود البريد. خلال فترة الخمسين عامًا التي قضاها في المناصب، عمل لقمان كشهنامه لمدة نصف الوقت، لذا كان أكثر الشهنامه إنتاجًا، حيث ألف عشرة من الأعمال الرئيسية الخمسة عشر. ومن بين هذه القصائد، خمسة منها مكتوبة بالشعر الفارسي، وأربعة بالنثر التركي، وواحدة بالشعر التركي. بالإضافة إلى ذلك، عمل نقاش عثمان ، كبير رسامي المنمنمات في أواخر القرن السادس عشر، على عدد لا يحصى من الزخارف لـ " شهنامه " لقمان.  ومن أشهر الأعمال التي أنتجها لقمان أو أشرف عليها تاريخ السلطان سليمان، شاهنامه سليم هان، شاهنشاهنامه، هونيرنام، زوبتدوت تيفاريه، كيافتول إنس أني في سمايل العثمانية، واللقب.